# 1352 en santé et médecine
| Années de la santé et de la médecine : 1349 - 1350 - 1351 - 1352 - 1353 - 1354 - 1355    |
| Décennies de la santé et de la médecine : 1320 - 1330 - 1340 - 1350 - 1360 - 1370 - 1380 |

Cet article présente les faits marquants de l'année 1352 en santé et médecine.

## Événements
- Avril : ordonnance du roi Jean II le Bon « portant défense à toutes personnes d'exercer à Paris l'art de la chirurgie sans avoir été examinées[1] ».
- Décembre : ordonnance de Jean le Bon qui : « à la requête du doyen de la faculté de médecine de Paris, […] défend à toutes personnes d'exercer la médecine à Paris, à moins qu'elles ne soient docteurs ou licenciés[1] ».
- Fondation par Eudeline, veuve de Jean Boucher, d'un « hôpital pour les pauvres mendiants passant dans la ville de Saint-Denis[2] » au pays de France.
- Eleanor de Breos fonde à Swansea, dans le comté de Glamorgan au pays de Galles, un hôpital Saint-David qu'elle destine à l'entretien de douze pauvres[3].
- Une maladrerie est mentionnée à Champeaux, en Brie, établissement qui continue peut-être la léproserie attestée dans ce bourg entre 1201 et 1224, et qui sera réuni à l'hôtel-Dieu en 1695[4],[5].
- 1352-1353 : fondation par Sofia de Arcangelis au mont Sion de Jérusalem, en Palestine, d'un « hospice pour femmes d'une capacité de cent lits[6],[7] ».

## Décès
- Alphonse Dionysii (date de naissance inconnue), médecin portugais au service des rois Alphonse XI de Castille et Alphonse IV de Portugal[8].
- Entre 1350 et 1352 : Opicinus de Canistris (né en 1296), prêtre, écrivain et illustrateur italien dont l’œuvre autobiographique présente un caractère psychotique[9].